# Cadel Evans
Cadel Lee Evans (Katherine, Északi terület, Ausztrália, 1977. február 14. –) ausztrál profi kerékpáros. A 2011-es Tour de France első helyezettje, ezzel ő az első ausztrál Tour de France-győztes. 2007-ben és 2008-ban második helyet ért el. 2009-ben a mendrisiói világbajnokságon a mezőnyversenyben világbajnoki címet szerzett.
2015-ben visszavonult a versenyzéstől.

## Élete
Pályafutását  mountain bike-osként (hegyi-kerékpározás) kezdte, nyert Mountain Bike Világkupát is. Többször volt ausztrál bajnok. 2001-ben tért át az országúti kerékpározásra, ekkor szerződtette a Saeco csapat. Ekkor megnyerte Tour of Austriát. 2002-ben a Mapei csapatához igazolt, ekkor indult először nagy körversenyen, 14. lett összetettben a Giro d’Italián, a 16-17. szakaszon rajta volt a rózsaszín trikó, dobogóra állhatott a Tour de Romandie-n. Szakaszt nyert Az International UNIQA Classic-on és a Settimana Ciclistica Internazionale-n.
2003-ban megnyerte Tour Down Under hegyi összetettjét. 2004-ben szakaszt majd összetettet is tudott nyerni az osztrák körversenyen, 60. lett a Vueltán. A 2005-ös évben indult először a Tour de France-on a Lotto színeiben és rögtön a 8. lett, a 16. szakaszon a 4. lett. Ebben az évben egy szakaszt nyert a Deutschland Tour-on is. 2006-ban megnyerte a Tour de Romandie-t és az 5. szakaszon győzött, 4. lett a Tour de France-on, 7. a Tour of Californián. A 2007-es esztendőben megnyerte az UCI ProTour összetettjét, 2. lett még a Dauphiné Libéré-n versenyen, 4. a Tour de Romandien-en. Az olimpia tesztversenyén nyerni tudott az egyéni időfutamban. A Tour de France-on a 8. szakaszon 6. lett, így összetettben feljött a 6. helyre, a következő szakaszon 3. lett, összetettben feljött a 4. helyre. Az egyéni időfutamon győzni tudott, feljött a 2. helyre. A következő etapon egy helyet visszaesett, ám később Michael Rasmussen visszalépése után visszavette a 2. helyet. Az utolsó időfutamon 3. lett, ám nem sikerült megelőznie Alberto Contadort, végül 23 másodperc hátránnyal 2. lett összetettben. A Vuelta a España-n a 9. szakaszon volt először a dobogón, ekkor a 3. volt. A következő szakaszon 2. lett. Összetettbeni helyzete nem változott. 9 szakaszon keresztül volt 3., a 18 etapon 2. lett, így összetettben is javított egy helyet. A következő két szakaszon két helyet esett vissza, végül 4. lett a verseny végén, 5. a pontversenyben. 4. a kombinált versenyben.
2008-ban megnyerte a 4. szakaszt a Párizs-Nizza versenyen, 2. lett összetettben a Critérium du Dauphiné Libérén, 5.lett a Pekingi Olimpián az egyéni időfutamban, 15. a mezőnyversenyben. 2. lett a La Flèche Wallonne-on. A Settimana internazionale di Coppi e Bartalin előbb egy szakaszt, majd az összetettet is megnyerte. A Tour de France-on 3. lett a 6. szakaszon, összetettben 2. helyre jött fel, és egészen a 10. szakaszig itt állt, ekkor átvette a vezetést a versenyen. 5 szakaszon keresztül volt rajta a sárga trikó, a 15. szakaszon elveszítette, ám csak 8 másodperc hátránya volt. A következő szakaszon visszaesett, az időfutamon sikerült fellépni a 2. helyre ahol a verseny végén is végzett. 58 mp. hátránya lett végül Carlos Sastre-val szemben. 2009 szeptember 27-én Mendrisioban a mezőnyversenyben szökéssel világbajnok lett.
2011-ben megnyerte a Tour de France-t, ezzel ő lett az első ausztrál győztes a Tour-ok történetében.
A versenyzéstől 2015 február 1-én vonult vissza, miután teljesítette az első alkalommal megrendezett és róla elnevezett Cadel Evans Great Ocean Road Race-t.

## Eredményei hegyi-kerékpározásban
| 1993 1., Ausztrál hegyikerékpáros bajnokság - XC - U-17 1994 1., Ausztrál hegyikerékpáros bajnokság - XC - U-19 2., Hegyikerékpáros világbajnokság - XC - U-19 1995 3., Hegyikerékpáros világbajnokság - XC - U-19 1996 1., Ausztrál hegyikerékpáros bajnokság - XC 3., Hegyikerékpáros világbajnokság - XC - U-23 9., 1996-os nyári olimpiai játékok - Férfi hegyi-kerékpározás | 1997 1., Ausztrál hegyikerékpáros bajnokság - XC 2., Hegyikerékpáros világbajnokság - XC - U-23 1998 1., összetettben Mountain-bike Világkupa 1999 1., összetettben Mountain-bike Világkupa 2., Hegyikerékpáros világbajnokság - XC - U-23 2000 7., 2000. évi nyári olimpiai játékok - Férfi hegyi-kerékpározás |

## Eredményei országúti versenyzésben
| 1999 1., összetettben - Tour of Tasmania 1., 3. szakasz 2001 1., összetettben - Tour of Austria 1., 4. szakasz 1., összetettben - Brixia Tour 2. - Japan Cup 6. - Giro dell'Appennino 9. - Giro dell'Emilia 2002 1. - Nemzetközösségi Játékok - Férfi időfutam bajnokság 1., 4. szakasz UNIQA Classic 2. - Nemzetközösségi Játékok - Férfi mezőnyverseny 3., összetettben - Tour de Romandie 3., összetettben - Settimana Coppi e Bartali 1., 1. szakasz 4. összetettben - Tour Down Under 1., hegyi összetettben 1., 5. szakasz 6., összetettben - Vuelta al Pais Vasco 8. - GP Chiasso 9. - Ausztrál országúti bajnokság - Mezőnyverseny 10., összetettben - Párizs–Nizza 2003 8., összetettben - Vuelta a Murcia 9., összetettben - Tour Down Under 2004 1., összetettben - Tour of Austria 1., 2. szakasz 3., összetettben - Vuelta a Murcia 4. - Milano - Torino 4. - Giro di Lombardia 5. - Rothaus Regio-Tour 2005 5., összetettben - Deutschland Tour 1., 7. szakasz 4., Ausztrál országúti bajnokság - Mezőnyverseny 5. - Liège–Bastogne–Liège 8., összetettben - Tour de France 8., összetettben - Párizs–Nizza 9. - Flèche Wallone 2006 1., összetettben - Tour de Romandie 1., 5. szakasz 2., összetettben - Tour de Pologne 4., összetettben - Tour de France 7., összetettben - Tour of California 8., összetettben - Vuelta al Pais Vasco 10., összetettben - Tour de Suisse 2007 1., összetettben - UCI ProTour 1., 1. szakasz (Csapatidőfutam) - Settimana Coppi e Bartali 2., összetettben - Critérium du Dauphiné Libéré 2., összetettben - Tour de France 1., 13. szakasz 4., összetettben - Tour de Romandie 4., összetettben - Vuelta a Espańa 5., Országúti világbajnokság - Mezőnyverseny 6. - Giro di Lombardia 6. - Giro dell'Emilia 7., összetettben - Párizs–Nizza | 2008 1., 4. szakasz Párizs–Nizza 1., összetettben Settimana Coppi e Bartali 1., 3. szakasz 2., összetettben - Vuelta al Pais Vasco 2. - Flèche Wallone 2., összetettben Critérium du Dauphiné Libéré 2., összetettben Tour de France 1., összetettben 5 napig, 10-14. szakasz között 3., összetettben Vuelta a Andalucia 1., 2. szakasz 5., 2008. évi nyári olimpia - Férfi időfutam bajnokság 6. - Giro dell'Emilia 7. - Liège–Bastogne–Liège 2009 1., Országútikerékpár-világbajnokság - Férfi mezőnyverseny 2., összetettben - Settimana Coppi e Bartali 1., 5. szakasz 2., összetettben - Critérium du Dauphiné Libéré 1., 1. szakasz 1., Pontverseny 3., összetettben - Vuelta al Pais Vasco 3., összetettben - Vuelta a Espańa 4. - Giro dell'Emilia 5. - Flèche Wallone 7., összetettben - Tour de Romandie 2010 1. - Nacht von Hannover 1. - Flèche Wallone 3., összetettben - Tirreno–Adriatico 3. - GP de Wallonie 4. - Liège–Bastogne–Liège 5. - GP dell'Insubria 5., összetettben - Giro d’Italia 1., 7. szakasz 1., Pontverseny 6., összetettben - Tour Down Under 6., összetettben - Critérium International 2011 1., összetettben - Tour de France 1., 4. szakasz 1., összetettben - Tirreno–Adriatico 1., 6. szakasz 1., összetettben - Tour de Romandie 2., összetettben - Critérium du Dauphiné 7., összetettben - USA Pro Cycling Challenge 8., összetettben - Volta a Catalunya 2012 1., összetettben - Critérium International 1., Pontverseny 1., 2. szakasz 3., összetettben - Critérium du Dauphiné Libéré 1., Pontverseny 1., 1. szakasz 7., összetettben Tour de France 2013 3., összetettben - Giro d’Italia 3., összetettben - Tour of Oman 8., összetettben Giro del Trentino |

## Grand Tour eredményei
| Grand Tour | 2002 | 2003 | 2004 | 2005 | 2006 | 2007 | 2008 | 2009 | 2010 | 2011 | 2012 | 2013 |
| ---------- | ---- | ---- | ---- | ---- | ---- | ---- | ---- | ---- | ---- | ---- | ---- | ---- |
| Giro       | 14   | -    | -    | -    | -    | -    | -    | -    | 5    | -    | -    | 3    |
| Tour       | -    | -    | -    | 8    | 4    | 2    | 2    | 30   | 26   | 1    | 7    | -    |
| Vuelta     | -    | -    | 60   | -    | -    | 4    | -    | 3    | -    | -    | -    |      |